# 多姆扎萊市鎮

46°08′N 14°36′E / 46.133°N 14.600°E
多姆扎萊市鎮，是斯洛文尼亞中部的一個市镇，行政中心为多姆扎萊。傳統上屬於克拉尼斯卡地區。市镇面積为72平方公里，2002年人口数量为32,205人，人口密度每平方公里450人。